# Rogers (Ohio)
Rogers es una villa ubicada en el condado de Columbiana en el estado estadounidense de Ohio. En el Censo de 2010 tenía una población de 237 habitantes y una densidad poblacional de 403,11 personas por km².

## Geografía
Rogers se encuentra ubicada en las coordenadas 40°47′23″N 80°37′39″O / 40.78972, -80.62750. Según la Oficina del Censo de los Estados Unidos, Rogers tiene una superficie total de 0.59 km², de la cual 0.59 km² corresponden a tierra firme y (0%) 0 km² es agua.

## Demografía
Según el censo de 2010, había 237 personas residiendo en Rogers. La densidad de población era de 403,11 hab./km². De los 237 habitantes, Rogers estaba compuesto por el 98.31% blancos, el 0.42% eran afroamericanos, el 0% eran amerindios, el 0% eran asiáticos, el 0% eran isleños del Pacífico, el 0% eran de otras razas y el 1.27% pertenecían a dos o más razas. Del total de la población el 0% eran hispanos o latinos de cualquier raza.